# Волкодав (фильм, 1991)
«Волкодав» — советский фильм 1991 года режиссёра Михаила Туманишвили.

## Сюжет
Двое воспитанников детдома оказались «по разные стороны баррикад». Шурик Волков стал преступником, а Виктория Журавлёва — милиционером. Ей, как сотруднику угрозыска, поручено задание внедриться в банду опасных преступников, но там она случайно сталкивается со своим бывшим возлюбленным Волковым. Перед обоими встаёт вопрос выбора…

## В ролях
- Инара Слуцка — Виктория Журавлёва
- Алексей Гуськов — Шура Волков, «Музыкант»
- Анатолий Ромашин — Фёдор Иванович Степанищев, «Казначей»
- Александр Фатюшин — Вова
- Владимир Трошин — Буров, министр
- Владимир Басов — Сергей Евгеньевич, помощник министра
- Владимир Ильин — Полозков, кассир
- Александр Ильин — майор Евгений Николаевич Ступор, «стукач»
- Валерий Баринов — полковник Корнеев
- Владимир Сердюков — Гена, оперативник
- Мария Виноградова — хозяйка квартиры
- Оксана Арбузова — проститутка
- Виталий Москаленко — Валерик
- Юрий Шумило — бандит
- Олег Савосин
- Валентина Березуцкая — уборщица
- Лидия Вележева — администратор
- Олег Дурыгин — Паша, бандит, водитель МАЗа
- Вадим Завьялов
- Алиса Признякова — проститутка
- Фёдор Смирнов — Мищенко, оперативник
- Василий Стрельников — оперативник
- Сергей Югай  — Жорик Пак, официант

## Съёмочная группа
- Сценаристы: Юрий Коротков, Виталий Москаленко, Юсуп Разыков
- Режиссёр: Михаил Туманишвили
- Композитор: Виктор Бабушкин
- Операторы: Дмитрий Мадорский, Валентин Пиганов
- Художник-постановщик: Татьяна Лапшина
- Монтажёр: Светлана Ляшинская
- Постановщик трюков: Алексей Лубны